# Hammamet (Argélia)
Hammamet (em árabe: الحمامات), anteriormente Youks-les-Bains, é uma comuna localizada na província de Tébessa, Argélia. Sua população estimada em 2008 era de 20 148 habitantes.